# Alezio

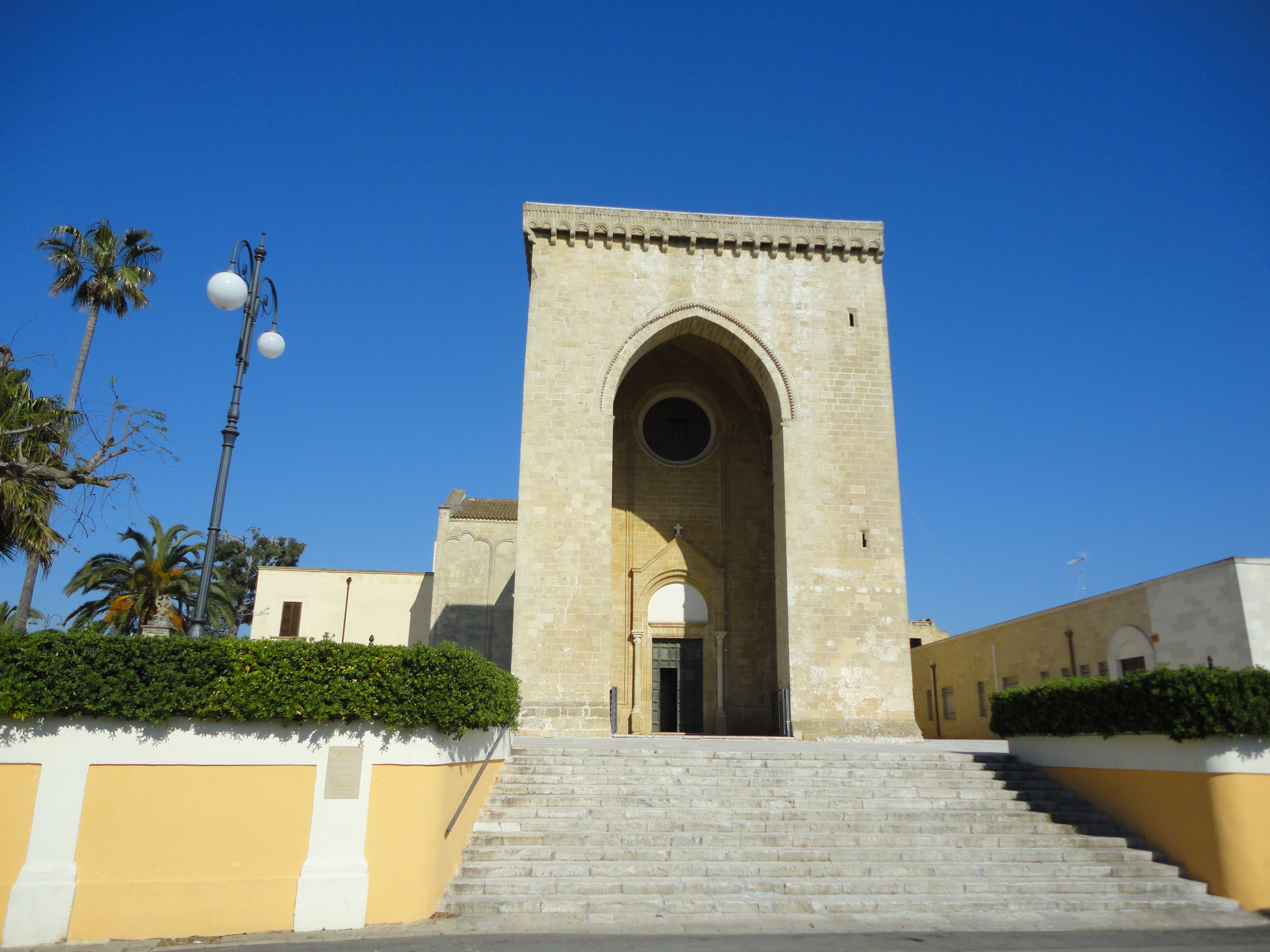

Alezio ist eine italienische Stadt in der Region Apulien.

## Geografie
Die Gemeinde hat 5670 Einwohner (Stand 31. Dezember 2023) bei einer Bevölkerungsdichte von 313,47 Einwohnern pro Quadratkilometer. Sie hat eine Fläche von 16,55 Quadratkilometern.
Alezio liegt in der Provinz Lecce, etwa 7 km östlich der Hafenstadt Gallipoli und der Westküste des Salento auf einer Höhe von 75 m s.l.m. Die Nachbargemeinden sind Gallipoli, Matino, Parabita, Sannicola und Tuglie.

## Geschichte
Alezio geht vermutlich auf eine griechische Gründung zurück. Auf dem Gebiet der Gemeinde wurden Inschriften in oskischer Sprache gefunden. In römischer Zeit profitierte Aletium von der Via Traiana, die es mit anderen Zentren des Salento verband. Um das Jahr 1000 wurde Alezio von Sarazenen zerstört, die Bevölkerung floh nach Gallipoli und der Ort war mehrere Jahrhunderte nicht bewohnt.
Zwischen dem 12. und 13. Jahrhundert errichteten Mönche eine Kirche, Santa Maria della Lizza, um die herum eine Siedlung mit dem Namen Casal de Alezio entstand. Erst Anfang des 18. Jahrhunderts wurde von örtlichen Landbesitzern hier wieder Land an Bauern verpachtet. Der Ort hieß damals Villa Picciotti. Erst 1854 wurde er selbständig, seit 1873 führt es wieder den antiken Namen Alezio.

## Kultur
Neben der Kirche Santa Maria della Lizza mit Fresken aus dem Mittelalter gibt es noch die Hauptkirche, Chiesa dell' Addolorata, aus dem 19. Jahrhundert.
Das Museum, Museo civico messapico, zeigt Funde aus dem 4. und 3. Jahrhundert v. Chr., die aus einer Nekropole unweit der Stadt stammen.

## Verkehr
Der Bahnhof von Alezio liegt an der Bahnstrecke Lecce–Gallipoli.